# Бургебрах
Бургебрах (нім. Burgebrach) — громада в Німеччині, розташована в землі Баварія. Підпорядковується адміністративному округу Верхня Франконія. Входить до складу району Бамберг. Центр об'єднання громад Бургебрах.
Площа — 87,88 км2. Населення становить 7019 ос. (станом на 31 грудня 2020).

## Галерея

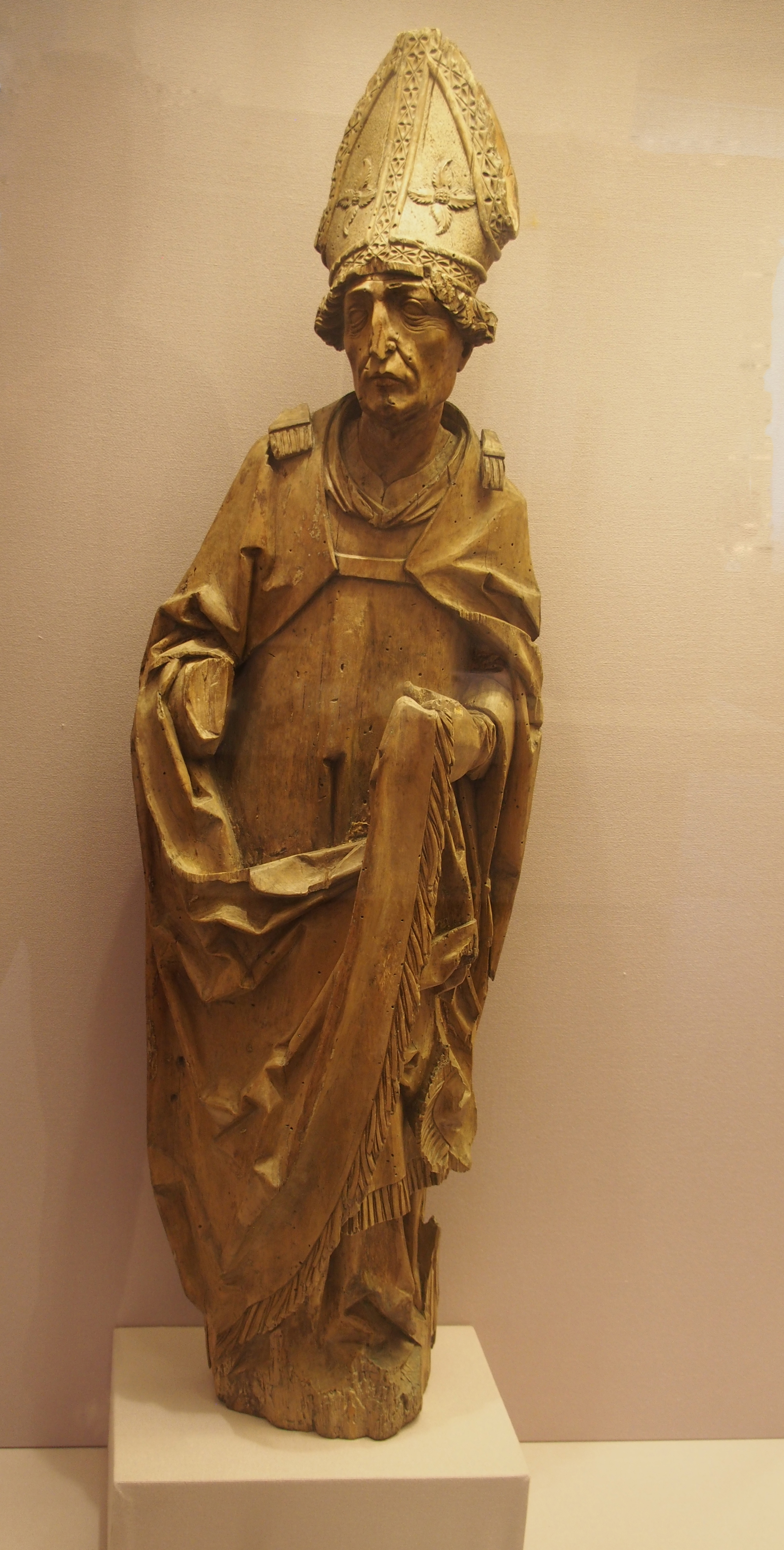

## Географії

### Адміністративний поділ
Громада  складається з 26 районів:
- Амперах
- Бюхельберг
- Дітендорф
- Діппах
- Дюрргоф
- Файльсгоф
- Ферсдорф
- Грасманнсдорф
- Гіршбрунн
- Клемменгоф
- Крумбах
- Кюстерсгройт
- Магдалененкаппель
- Манндорф
- Менхгеррнсдорф
- Менксамбах
- Обергарнсбах
- Оберкест
- Шатценгоф
- Штаппенбах
- Темпельсгройт
- Треппендорф
- Унтерарнсбах
- Унтернойзес
- Фольманнсдорф
- Вольфсбах